# Годовиков, Сергей Константинович
Серге́й Константи́нович Годовико́в (10 июня 1924, Москва, СССР — 28 сентября 1943, близ с. Новосёлки, Репкинский район, Черниговская область, СССР) — командир взвода 1183-го стрелкового полка 356-й стрелковой дивизии 61-й армии Центрального фронта, лейтенант, Герой Советского Союза.

## Биография
Родился 10 июня 1924 года в Москве в семье рабочего. Русский. Окончил девять классов средней школы № 237. Работал токарем на заводе «Калибр», был секретарём заводского комитета комсомола.
В августе 1942 года призван в ряды Красной Армии. Окончил Московское пулемётное училище, дислоцировавшееся в городе Можга Удмуртской АССР. Кандидат в члены ВКП(б) с 1943 года.  В боях Великой Отечественной войны с августа 1943 года в звании младшего лейтенанта. Командовал взводом в составе 1183-го стрелкового полка 356-й стрелковой дивизии 61-й армии. Воевал на Центральном фронте. Со своим взводом участвовал Черниговско-Припятской операции, которая была первым этапом битвы за Днепр — одного из самых масштабных сражений в истории Второй мировой войны.
Командир взвода 1183-го стрелкового полка младший лейтенант С. К. Годовиков отличился 28 сентября 1943 года. Взвод успешно форсировал Днепр в районе села Новосёлки, а затем вместе с соседними подразделениями захватил плацдарм на правом берегу реки. Погиб в этом бою. Похоронен в селе Новосёлки Репкинского района Черниговской области.
Указом Президиума Верховного Совета СССР «О присвоении звания Героя Советского Союза генералам, офицерскому, сержантскому и рядовому составу Красной Армии» от 15 января 1944 года за «образцовое выполнение боевых заданий командования по форсированию реки Днепр и проявленные при этом мужество и героизм» младшему лейтенанту Сергею Константиновичу Годовикову посмертно присвоено звание Героя Советского Союза.
Память
- В Москве именем Героя названа улица;
- На аллее Героев на территории завода «Калибр» установлен бюст.
- Лингвистическая гимназия № 1531 в Москве носит имя С. К. Годовикова.

## Награды
- Медаль «Золотая Звезда»;
- орден Ленина;